# Rødsvingel
Rødsvingel (Festuca rubra) er et op til 75-100 cm højt græs, der vokser på græsmarker, i klitter og ved vejkanter. Den er meget variabel af udseende. Rødsvingel, der bruges i græsplæner er altid af den tæppedannende type med mange udløbere.

## Beskrivelse
Rødsvingel er en græsart med en meget variabel vækstform. Der findes individer med rent tuedannende vækst, andre tuedannende med få og korte udløbere og atter andre med lange udløbere og en tæppedannende vækst. Bladene har ofte rødlige bladskeder nederst i tuen, hvor bladene er trådagtigt sammenrullede. Kun på de overhængende strå finder man v-formede eller flade blade. Bladfarven er grågrøn til rødligt anløben.
Blomstringen sker i juni-juli, hvor de reducerede blomster sidder samlet i småaks, der har dækblade med stak. Småaksene danner tilsammen en smal top med oprette grene. Frøene modner godt og spirer villigt under de rette betingelser.
Rodnettet er som nævnt variabelt. Rødsvingel, der bruges i græsplæner er altid af den tæppedannende type med mange udløbere. Rødderne er trævlede.
Højde x bredde og årlig tilvækst: 0,75 x 0,50 m (75 x 50 cm/år), heri medregnet de blomsterbærende toppe, men ikke udløberne.

## Voksested
Rødsvingel er en lyskrævende og tørketålende art, som er udbredt på mager, sandet jord overalt i Europa, Asien og Nordamerika. Derfor er den også er en typisk overdrevsart, som man finder på helt nyetablerede overdrev. I Danmark er den meget almindelig i hele landet på vedvarende græsmarker, i klitter og ved vejkanter.
Ved Hundige Strand findes den sammen med bl.a. pastinak, alm. rapgræs, sandskæg, bidende stenurt, bugtet kløver, gul evighedsblomst, gul frøstjerne, harekløver, canadisk bakkestjerne, markbynke, slangehoved og vild gulerod.

## Anvendelse
På grund af den store tørketålsomhed og tilpasningen til næringsfattige jorde bruges rødsvingel ofte - alene eller i blandinger - til græsplæner på steder, hvor netop disse karakteristika er afgørende.